# Gerardo Beltrán
Gerardo Beltrán Cejudo (* 1958, Ciudad de México) je mexický básník a překladatel.
Od roku 1991 žije v Polsku a přednáší na vysoké škole. Spolupracuje s Instituto Cervantes. Věnuje se překladům do španělštiny z polštiny (Zbigniew Herbert, Wisława Szymborská, Tadeusz Różewicz a Czesław Miłosz), němčiny (Johannes Bobrowski), angličtiny (John F. Burns, Kerry Shawn Keys) a litevštiny (Tomas Venclova, Sigitas Geda, Kornelijus Platelis).
Byla mu udělena Premio Nacional de Poesía Efraín Huerta (1991) a v roce 2000 cenu za překlad od litevského sdružení spisovatelů.

## Dílo
- Básně
  - Romper los muros (Universidad Nacional Autónoma de México, 1987)
  - La vida no pasa en vano por Moras (ilustrace: Josep Salat; Ediciones Prisma S.A. 1988, ISBN 968-888-171-6)
  - Breve paisaje con sombras / Krótki pejzaż z cieniami (Wydawnictwo małe, 1996, ISBN 83-903609-2-6)
  - Con el imán de la memoria y otros poemas (Fondo de cultura económica 2004, ISBN 968-16-7013-2; řada: "Letras mexicanas")
  - A la velocidad de la luz / Z prędkością światła ("Czuły Barbarzyńca" 2013, ISBN 978-83-62676-31-6)

- Literární studie
  - Sobre la traducción de la forma en las versiones española y judeo-española de "El canto del pueblo judío asesinado" de Yitsjok Katzenelson (Instituto de Estudios Ibéricos e Iberoamericanos de la Universidad de Varsovia 2015, ISBN 978-83-60875-81-0)